# Xã Juniata, Quận Huntingdon, Pennsylvania
Xã Juniata (tiếng Anh: Juniata Township) là một xã thuộc quận Huntingdon, tiểu bang Pennsylvania, Hoa Kỳ. Năm 2010, dân số của xã này là 554 người.